# Capalbio rosato
Il Capalbio rosato è una varietà di vino Capalbio prodotto nell'area meridionale della provincia di Grosseto, nei territori comunali di Capalbio, Manciano, Magliano in Toscana e Orbetello.

## Caratteristiche organolettiche
- colore: rosato brillante
- odore: eleganti sentori floreali e fruttati
- sapore: asciutto, fresco, morbido e armonico